# Berufsförderungswerk Frankfurt am Main
Das Berufsförderungswerk Frankfurt am Main e. V. (kurz: BFW Frankfurt am Main) ist eine der beruflichen Rehabilitation dienende berufliche Fördereinrichtung. Seinen Hauptsitz hat es in Bad Vilbel.
Es gehört zu den 28 über das Bundesministerium für Arbeit und Soziales koordinierten und in dem Bundesverband „Deutsche Berufsförderungswerke“ zusammengeschlossenen Unternehmen.

## Aufgabe: Teilhabe am Arbeitsleben
Das BFW Frankfurt am Main ist eine soziale Einrichtung für die berufliche Rehabilitation, die ihre Grundlage im SGB IX, insbesondere in den §§ 51 ff. SGB IX hat. Es ist auf die besonderen Belange von Menschen mit durch Krankheit bedingten Beeinträchtigungen ausgerichtet, die ihren ursprünglichen Beruf aufgrund einer Beeinträchtigung oder drohenden Beeinträchtigung nicht mehr ausüben können. Ziel ist die dauerhafte Teilhabe des Rehabilitanden am Arbeitsleben.
Nach einem Assessment können sie im BFW einen Berufsabschluss oder eine Qualifikation erwerben und damit eine Arbeit aufnehmen, für welche sich ihre Beeinträchtigung nicht nachteilig auswirkt. Erreicht wird dies durch Qualifizierungsangebote und begleitende Leistungen, individuelle Begleitung durch Reha- und Integrationsmanager, teilnehmerzentriertes Training, besondere Hilfen des Berufsförderungswerks, Verwirklichung eines ganzheitlichen Ansatzes, um Eigenverantwortung und Selbstbestimmung der Rehabilitanden auf der Basis des SGB IX zu fördern und zu fordern, Zusammenarbeit mit Reha-Trägern wie Deutscher Rentenversicherung und Berufsgenossenschaften sowie Kooperation mit sozialen Dienstleistungsunternehmen. Rehamedizinische, sozialpädagogische und psychologische Fachdienste begleiten und unterstützen die Rehabilitanden nach dem individuellen Bedarf um das Ziel der Integration in den Arbeitsmarkt zu sichern.
Die Finanzierung der Qualifizierungen erfolgt durch den zuständigen Rehaträger. Der Weg zur Genehmigung einer geförderten Qualifizierung kann über Servicestellen, Sozialverbände oder mit Unterstützung des Berufsförderungswerkes geebnet werden.

## Standorte

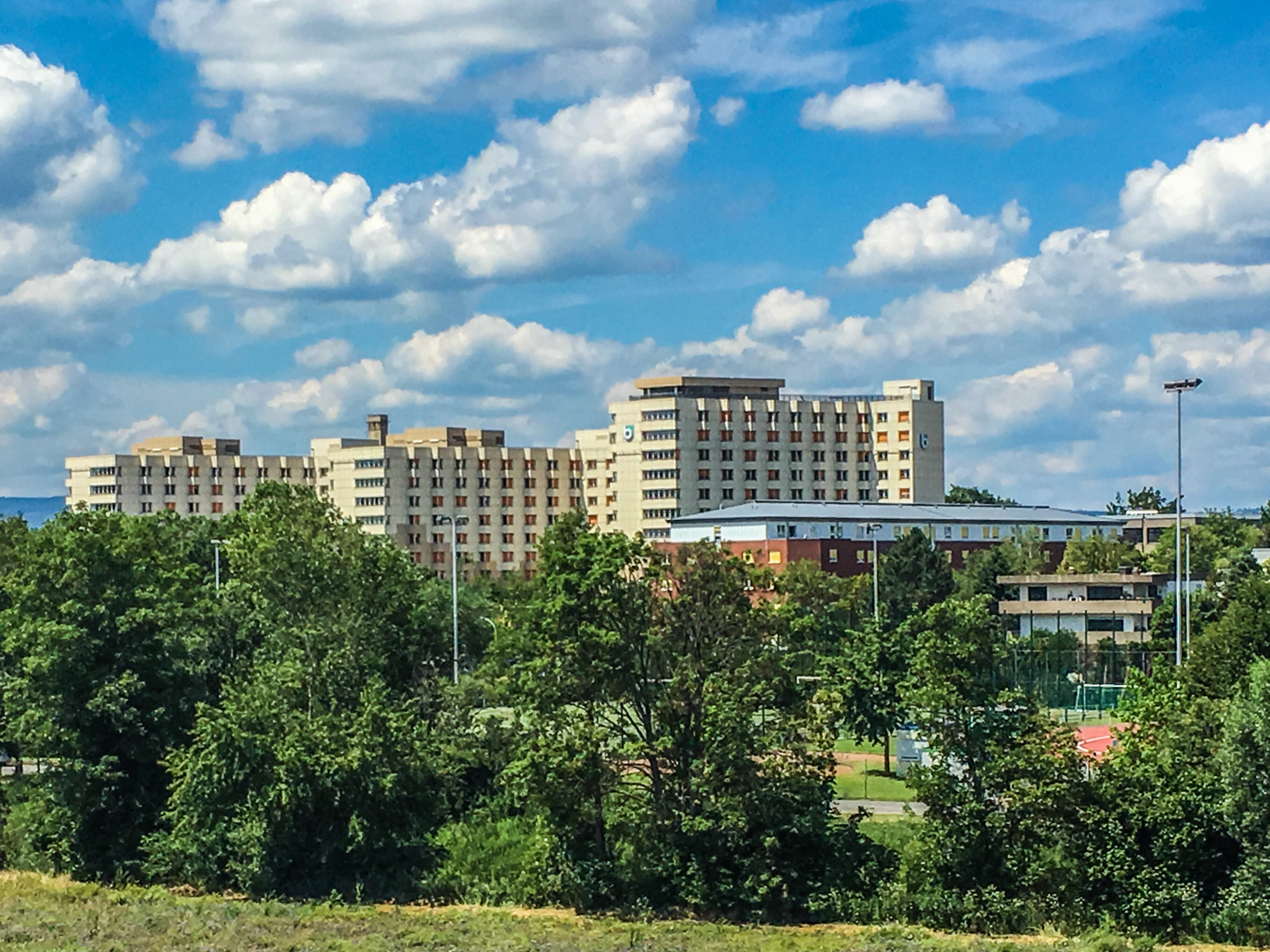
Blick auf die drei Wohnheimgebäude am Standort Bad Vilbel

Ergänzend zum Angebot des BFW Frankfurt am Main mit Hauptsitz in Bad Vilbel steht den Teilnehmenden auch das Regionalcenter Kassel zur Verfügung.

## Trägerschaft
Das BFW Frankfurt am Main hat die Form eines eingetragenen Vereins. Die Mitglieder des Vereins sind Rehabilitationsträger in Hessen und dem Saarland sowie das Land Hessen selbst.
Mitglieder sind:
- Deutsche Rentenversicherung Hessen
- Land Hessen (vertreten durch das Hessische Ministerium für Soziales und Integration)
- Knappschaft Bahn-See
- Berufsgenossenschaft Rohstoffe und chemische Industrie
- Deutsche Rentenversicherung Saarland
- Landeswohlfahrtsverband Hessen